# Foster Kennedy-Syndrom
Das Foster Kennedy-Syndrom, auch als Kennedy-Syndrom oder Gowers-Paton-Kennedy-Syndrom bezeichnet, entsteht bei Erhöhung des Hirndrucks und gleichzeitiger Kompression eines Sehnerven. Ursache ist in der Regel eine raumfordernde Neubildung an der Basis des Frontallappens. Es resultiert eine Atrophie des komprimierten Sehnerven (Optikusatrophie) auf der Seite der Raumforderung und eine einseitige Stauungspapille auf der anderen (kontralateralen) Seite. Der atrophierte Sehnerv bildet kein Papillenödem aus.
Zugrunde liegen können Tumoren (oft Meningeome) im Bereich des Keilbeinflügels oder des Frontallappens. Benannt ist das Foster-Kennedy-Syndrom nach dem irisch-amerikanischen Neurologen Robert Foster Kennedy, der es 1911 als Erster beschrieb.
Das Foster Kennedy-Syndrom ist von der Kennedy-Krankheit (Spinobulbäre Muskelatrophie Typ Kennedy, SBMA) zu unterscheiden, die nach dem Neurologen William R. Kennedy benannt ist und ein völlig anderes Krankheitsbild darstellt.